# Pollos (Patillas)
Pollos es un barrio ubicado en el municipio de Patillas en el estado libre asociado de Puerto Rico. En el Censo de 2010 tenía una población de 3146 habitantes y una densidad poblacional de 316,57 personas por km².

## Geografía
Pollos se encuentra ubicado en las coordenadas 17°59′43″N 65°59′47″O / 17.99528, -65.99639. Según la Oficina del Censo de los Estados Unidos, Pollos tiene una superficie total de 9.94 km², de la cual 8.45 km² corresponden a tierra firme y (14.99%) 1.49 km² es agua.

## Demografía
Según el censo de 2010, había 3146 personas residiendo en Pollos. La densidad de población era de 316,57 hab./km². De los 3146 habitantes, Pollos estaba compuesto por el 59.5% blancos, el 22.54% eran afroamericanos, el 0.48% eran amerindios, el 15.07% eran de otras razas y el 2.42% pertenecían a dos o más razas. Del total de la población el 99.4% eran hispanos o latinos de cualquier raza.